# Bergheim (Noordrijn-Westfalen)
Bergheim is een stad en gemeente in de Duitse deelstaat Noordrijn-Westfalen. Het is de Kreisstadt van de Rhein-Erft-Kreis. De gemeente telt 61.749 inwoners (31 december 2020) op een oppervlakte van 96,34 km².

## Geschiedenis
Zoals uit de artikelen over diverse stadsdelen van Bergheim blijkt, was het gebied in de Jonge Steentijd en, in de eerste vier eeuwen van de jaartelling, in de Romeinse tijd al bewoond. Het lag aan de Romeinse heirbaan Keulen-Aken. Mogelijkerwijs, maar beslist niet met zekerheid, is Zieverich identiek met de vroegere Romeinse nederzetting Tiberiacum, die in de 3e eeuw wordt vermeld. Later vestigden zich hier Franken. 

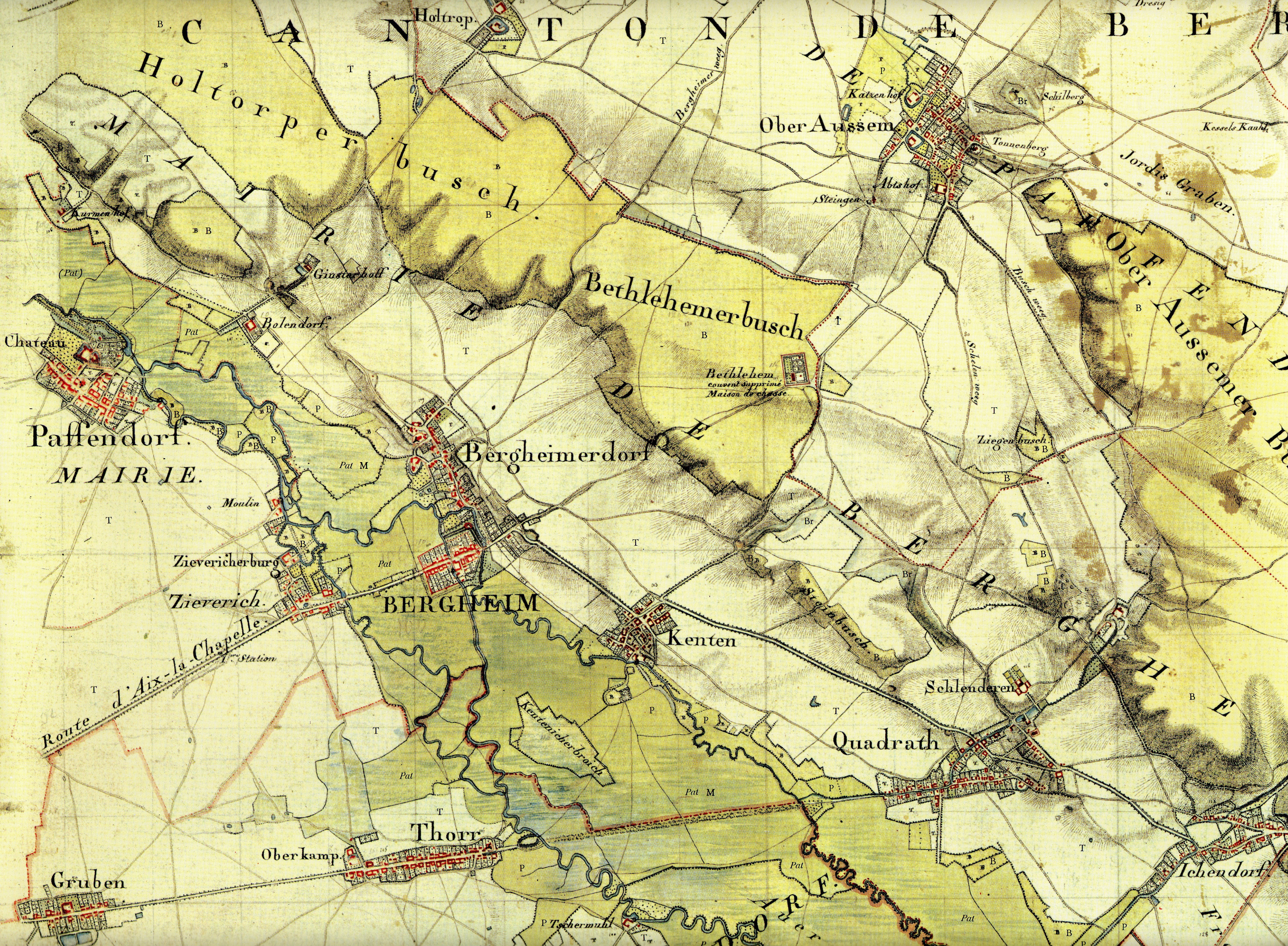
Franse kaart van Bergheim en omgeving door Tranchot, begin 19e eeuw
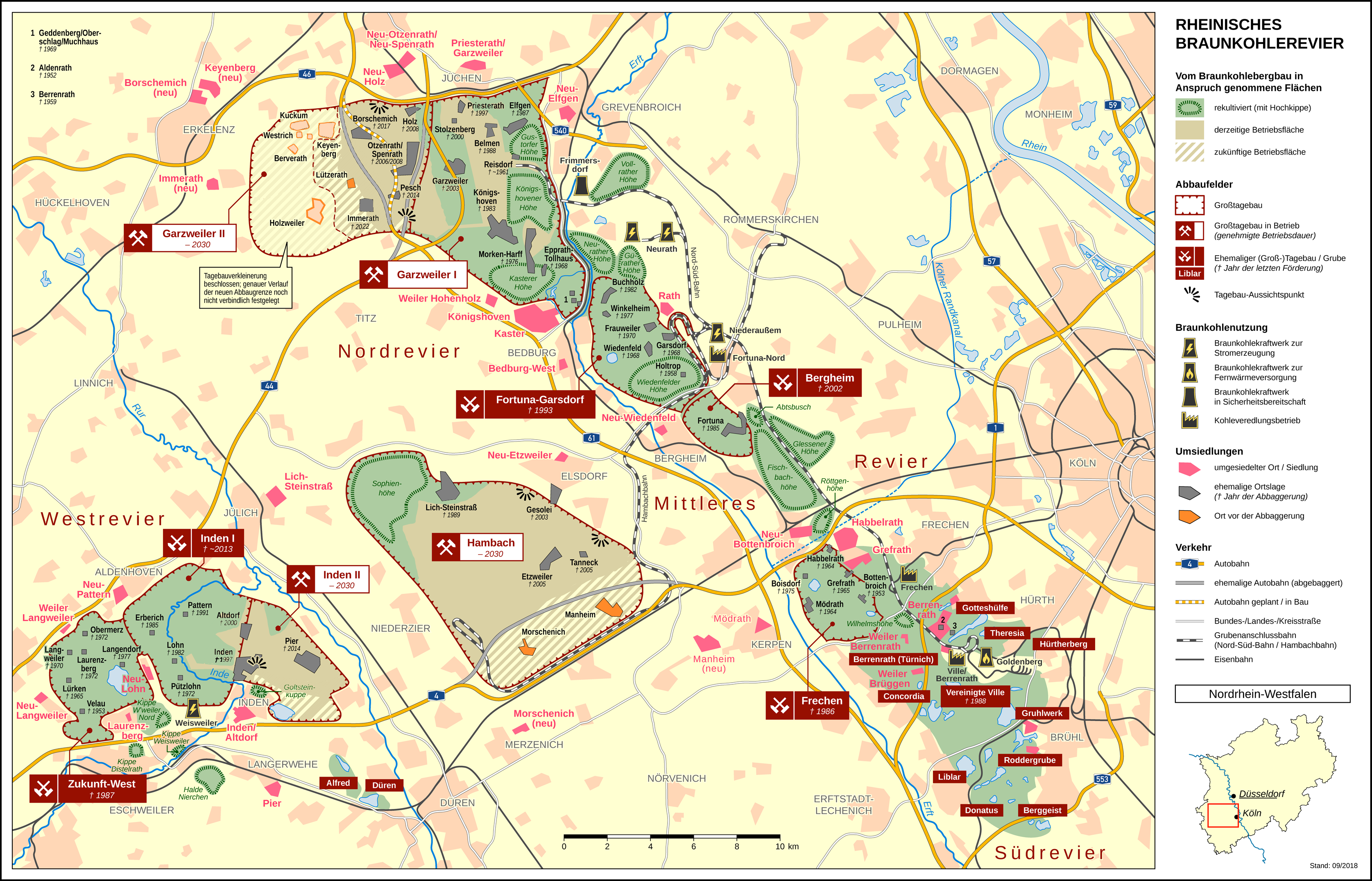
Rijnlands bruinkoolgebied. Bergheim ligt iets rechts van het midden.

Bergheim verkreeg rond het jaar 1300 stadsrechten. De gemeente behoorde gedurende de middeleeuwen meestentijds tot het Graafschap Gulik, later het Hertogdom Gulik. Een aantal dorpen in het oosten van de gemeente, waaronder Rheidt-Hückelhoven, behoorde echter tot het Keurvorstendom Keulen.   Na de val van Napoleon Bonaparte in 1815 wees het Congres van Wenen het gebied toe aan het Koninkrijk Pruisen, dat in 1871 in het Duitse Keizerrijk opging.
Van de 19e eeuw tot na de Tweede Wereldoorlog, waarin Bergheim veel schade opliep, maar minder zwaar werd beschadigd dan Düren of Keulen, was de bruinkoolwinning bepalend voor de economie van de gemeente. Een belangrijke bruinkoolmijn bij Garzweiler en Bergheim, met eigen brikettenfabriek en na plm. 1930 eigen elektriciteitscentrales, heette Fortuna. Ook een fabrieksdorp bij deze mijn droeg die naam. Later moesten dit dorp en deze centrales worden verplaatst ( zie grijze vlek Fortuna op bovenstaande kaart) voor nieuwe bruinkoolwinning.

## Delen van Bergheim
| Stadsdeel              | Bevolking | Situering t.o.v. Berghm.-stad | Oudste schrift. vermeld. anno |
| ---------------------- | --------- | ----------------------------- | ----------------------------- |
| Ahe                    | 3.964     | 3 km ZO                       | 1182                          |
| Auenheim               | 463       | 7 km NO                       | 1143                          |
| Bergheim-stad          | 6.612     | centraal                      | 1028                          |
| Büsdorf                | 1.392     | 8½ km ONO                     | 927                           |
| Fliesteden             | 2.081     | 11 km ONO                     | 1134                          |
| Glesch                 | 2.036     | 3½ km NW                      | 973                           |
| Glessen                | 5.689     | 11 km O                       | 1099                          |
| Kenten                 | 6.959     | direct ZO                     | 1115                          |
| Niederaußem            | 5.816     | 5 km ONO                      | 962 (Außem)                   |
| Oberaußem              | 6.070     | 6,5 km O                      | 962 (Außem)                   |
| Paffendorf             | 1.224     | 2 km NW                       | 882                           |
| Quadrath-Ichendorf     | 14.802    | 3-4 km ZO                     | beide delen 11e eeuw          |
| Rheidt-Hüchelhoven     | 1.885     | 8 km NO                       | 1109, resp. ca. 1170          |
| Thorr                  | 2.272     | 2 km Z                        | 1051                          |
| Zieverich              | 4.897     | direct W                      | 3e eeuw, of 898               |
| Totaal gehele gemeente | 66.162    |                               |                               |

Peildatum: 31 december 2022. Excl. tweede-woningbezitters.

## Geografie, infrastructuur
Bergheim ligt in het Rijnlands bruinkoolgebied aan de westrand van de tot circa 200 m hoge heuvelrug Die Ville. Een markante heuvel is de 203 m hoge Glessener Höhe tussen Bergheim en Glessen. Dit is een voormalige stortberg van de bruinkoolgroeve, die is voorzien van nieuwe bos-begroeiing en recreatieve voorzieningen.
Door de gemeente stroomt de -hier en daar gekanaliseerde en van zijarmen t.b.v. de waterhuishouding voorziene- rivier de Erft, die alleen voor kano's en kleine roeibootjes bevaarbaar is.
De belangrijkste steden in de nabijheid van Bergheim zijn Keulen op 20-27 km oostwaarts en Düren op circa 22-25 km zuidwestwaarts.

### Buurgemeenten
- 12 km ten noorden van Bedburg en 18 km ten noorden van Bergheim: Grevenbroich
- in het noordoosten:
  - Rommerskirchen
  - Pulheim ten oosten van Rommerskirchen
- in het noordwesten:Bedburg
- in het zuidwesten:Elsdorf
- in het zuidoosten:
  - Kerpen
  - Frechen iets  ten oost-noordoosten van Kerpen

### Wegverkeer
Bergheim is direct met de Autobahn A61 verbonden (afrit nummer 18 en meer zuidelijk nummer 19), die van Hockenheim naar Nettetal leidt. De A61 is op het 9 km ten zuidoosten van afrit 18 gelegen Autobahnkreuz Kerpen met de Autobahn A4 Keulen - Aken verbonden.
Ook de Bundesstraßen 55 en 477 lopen door de gemeente. Deze komen direct ten westen van Bergheim bij afrit 18 van de A 61 samen. Daarnaast is er een dicht wegennet van goede secundaire wegen.

### Openbaar vervoer
Door de gemeente loopt een kleine, van noordwest naar zuidoost verlopende, spoorlijn, de Erftbahn. Stations en halteplaatsen aan deze lijn binnen de gemeente liggen te Glesch, Paffendorf, Zieverich, Bergheim (station Bergheim (Erft)) en Quadrath-Ichendorf.
De treinen van treinserie RB38 (Bedburg- Horrem v.v.) rijden sinds plm. 2015 vanaf station Bedburg (Erft) via station Bergheim (Erft) en Quadrath-Ichendorf naar Horrem, gemeente Kerpen v.v.. Op het rond 2015 geheel vernieuwde station Horrem kan men op lijn S19 van de treinen van de S-Bahn van Keulen overstappen richting Aken of Keulen (Köln Hbf). Er zijn sinds 2019 plannen, om ook deze Erftbahn in het S-Bahn-net van Keulen te integreren, en de lijn alsmede diverse voorzieningen daaraan, op te knappen. In 2021 zijn deze plannen nog in discussie.
In de gemeente rijden verder talrijke stads- en streekbusdiensten. Veel van deze lijnen rijden echter alleen op schooldagen, 's morgens vroeg 1 rit naar de onderwijsinstellingen toe en in de namiddag enkele ritten weer daarvandaan.
In 2016 is begonnen met de sanering van een stadswijk van Bergheim. Daarbij is het spoorweg- en het busstation geheel gesloopt. In 2018 zou de nieuwbouw van het station en het busstation, geïntegreerd in een (eind 2019 en begin 2020 geopend) modern winkelcentrum, worden opgeleverd.

## Economie
- Voor informatie over de bruinkoolwinning en haar gevolgen, zie ook de artikelen over de diverse stadsdelen van Bergheim, en onder Rijnlands bruinkoolgebied.
- Aluminiumhydroxide-productenfabriek Martinswerk, tussen de stadsdelen Kenten en Quadrath-Ichendorf in; 500 werknemers
- Elektrische centrale van RWE tussen Auenheim en Niederaußem, zie Niederaußem

Tussen Paffendorf en de A61 ligt een meer dan 100 hectare groot bedrijventerrein voor midden- en kleinbedrijf, zoals garages, grote doe-het-zelf- en meubelzaken, ambachtelijke bedrijven enz.
Bergheim is een Kreisstadt, zodat er een kantoor van het districtsbestuur, de Kreisverwaltung, staat. Er is ook een Amtsgericht en een regionaal belastingkantoor. Deze instanties zorgen voor tamelijk veel werkgelegenheid in de dienstensector.
In de, verder weinig belangrijke, agrarische sector valt het grote aantal stoeterijen in de gemeente op. Die op kasteel Schlenderhan te Quadrath-Ichendorf is in geheel Duitsland befaamd.

## Bezienswaardigheden

### Kerkgebouwen
- Wellicht de bezienswaardigste kerk van de gemeente Bergheim is de rooms-katholieke St. Pancratiuskerk te Paffendorf. Reeds in 900 werd op de locatie van de huidige kerk een kapel gebouwd. Deze werd in de 11e en in het begin van de 16e eeuw vergroot tot een gotische kerk. In 1746, na de dorpsbrand, in 1860 en in 1978 vonden ingrijpende renovaties van het gebouw plaats. De kerk bezit enige belangrijke religieuze voorwerpen, waaronder een beeld van St. Antonius van Padua, afkomstig uit het v.m. Klooster Bethlehem bij Bergheim, een vroeg-16e-eeuws altaarstuk uit de Antwerpse School en een barokke kansel uit het jaar 1619.
- In het dorpje Auenheim staat de uit 1722 daterende St. Medarduskerk met ten dele barok interieur.
- Ook de uit 1493 daterende Cosmas- en Damianuskerk te Glesch is bezienswaardig.

### Musea, culturele instellingen
- In Bergheim-Ahe is het Pianomuseum Haus Eller gevestigd, met rond de zeventig toetsinstrumenten en tweewekelijks een concert.
- In het centrum van Bergheim ligt aan een autovrije straat het kleine, gratis toegankelijke streekmuseum Bergheimat.
- Daar dichtbij staat het moderne gebouw Medio.Rhein.Erft (bouwjaar 2004). Het is in gebruik voor met name muziek-, cabaret- en dialecttoneelvoorstellingen. In het gebouw is ook een horecabedrijf. Ook de gemeentelijke openbare hoofdbibliotheek is hier gevestigd.

### Kastelen e.d.
Het belangrijkste hiervan is het rond 1546 in opdracht van de eigenaars, leden van hetzelfde adellijke geslacht, dat kasteel Wijnandsrade bij Nuth in Nederlands Limburg bezat, in zijn huidige vorm gebouwde, en in 1753 gerenoveerde, Kasteel Paffendorf.  Het staat in het dorp Paffendorf.
Onder architectuur van August Carl Lange werd het in 1865 verbouwd in neogotische stijl, met imitatie-kantelen en andere quasi-middeleeuwse elementen.
Het kasteel is sedert 1976 eigendom van het energieconcern RWE. Het heeft in het kasteel en in de 7,5 hectare grote kasteeltuinen een informatiecentrum over de bruinkoolwinning in de regio ingericht. Er wordt, o.a. via bordjes langs een wandelroute in de tuinen, ook achtergrondinformatie over o.a. de geologie verstrekt en over wat RWE doet en heeft gedaan, om de financiële en landschapsschade door de bruinkoolwinning te compenseren, respectievelijk herstellen.
Er bevinden of bevonden zich nog meerdere andere kastelen binnen de gemeentegrenzen; tenzij anders aangegeven, zijn deze particulier bewoond en niet voor bezichtiging opengesteld:
- De Oberburg en de Unterburg bij Fliesteden zijn alleen nog grote boerderijen.
- Kasteel Geretzhoven staat ten westen van Hüchelhoven. Het is in gebruik als locatie voor concerten, toneelvoorstellingen, bruilofts- en andere feesten en partijen.
- Kasteel Schlenderhan bij Quadrath-Ichendorf huisvest een stoeterij van volbloed renpaarden.
- Slot Frens bij Quadrath-Ichendorf
- Ruïne Huis Laach in ontoegankelijk terrein ten zuiden van Thorr
- Burcht Thorr bij Thorr, in haar huidige vorm daterend uit 1680
- Burcht Holtrop bij Niederaußem: bestaat sedert de bruinkoolwinning niet meer
- Burg Zieverich: Rond 1300 werd voor vazallen van de hertogen van Gulik een kasteel gebouwd. Na vele wisselingen van eigenaar en verbouwingen werd het in 1956 tot weeshuis verbouwd. Tijdens die verbouwing werd het helaas grotendeels door brand verwoest. Alleen een 16e-eeuwse ronde toren herinnert nog aan het oude kasteel. Het gebouw bleef na de herbouw een weeshuis en werd in 1989 een kindertehuis, annex opvang voor tieners, van Caritas Jugendhilfe.

### Overige
- De oude Aker stadspoort (het Aachener Tor) en enkele monumentale huizen in de binnenstad van Bergheim.
- Op de Erft hebben in het verleden vele watermolens bestaan. Te Paffendorf is het molengebouw bewaard gebleven.
- Op enkele plekken is na het sluiten van de bruinkoolmijnen een landschapsherstelproject uitgevoerd, met aanplant van nieuw bos en de aanleg van recreatieplassen. Zie de artikelen van de afzonderlijke stadsdelen.
- De gemeente heeft langs de diverse stadsdelen een toeristische fietsroute met de naam Bergheimer Acht uitgezet.

## Afbeeldingen

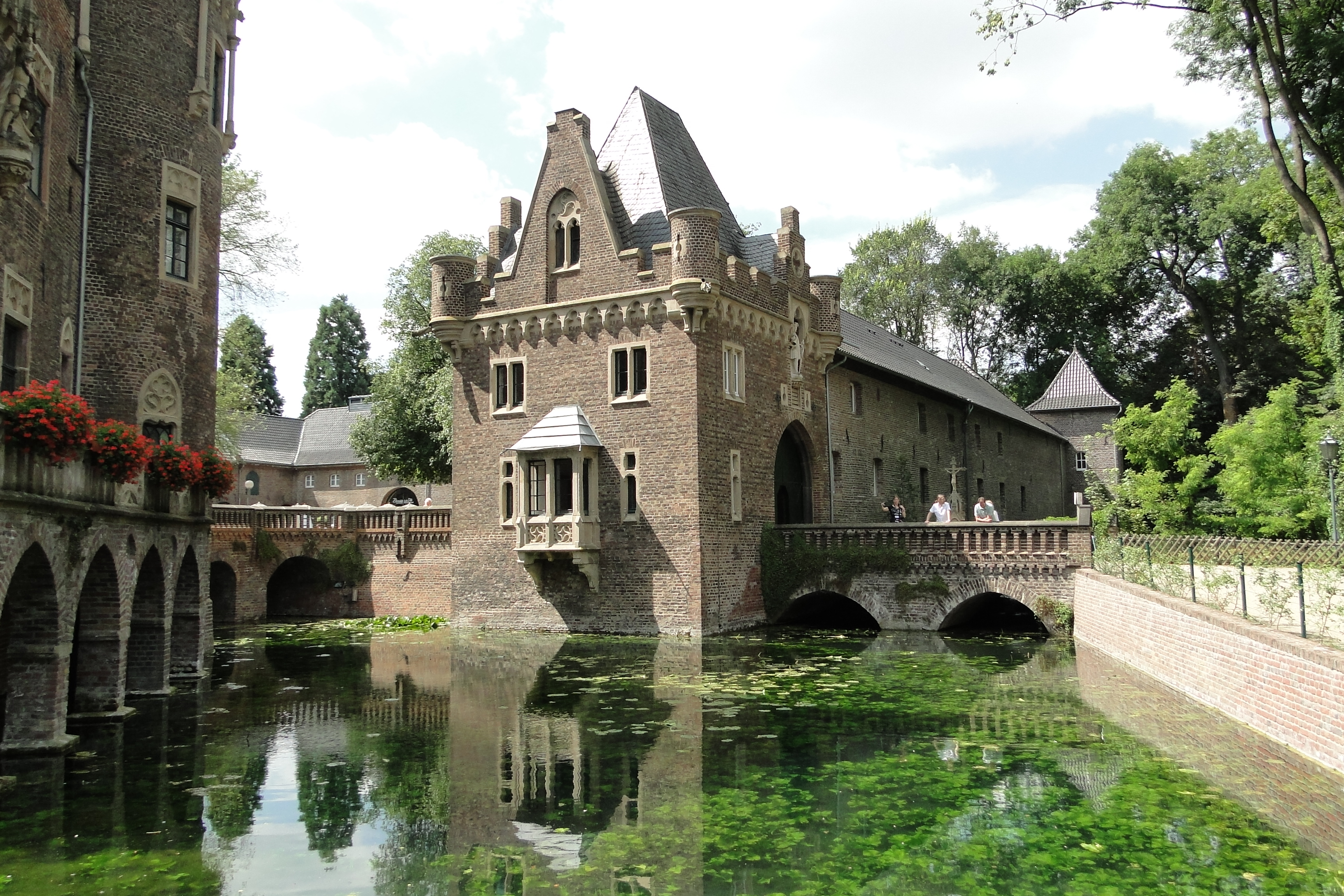
Kasteel Paffendorf
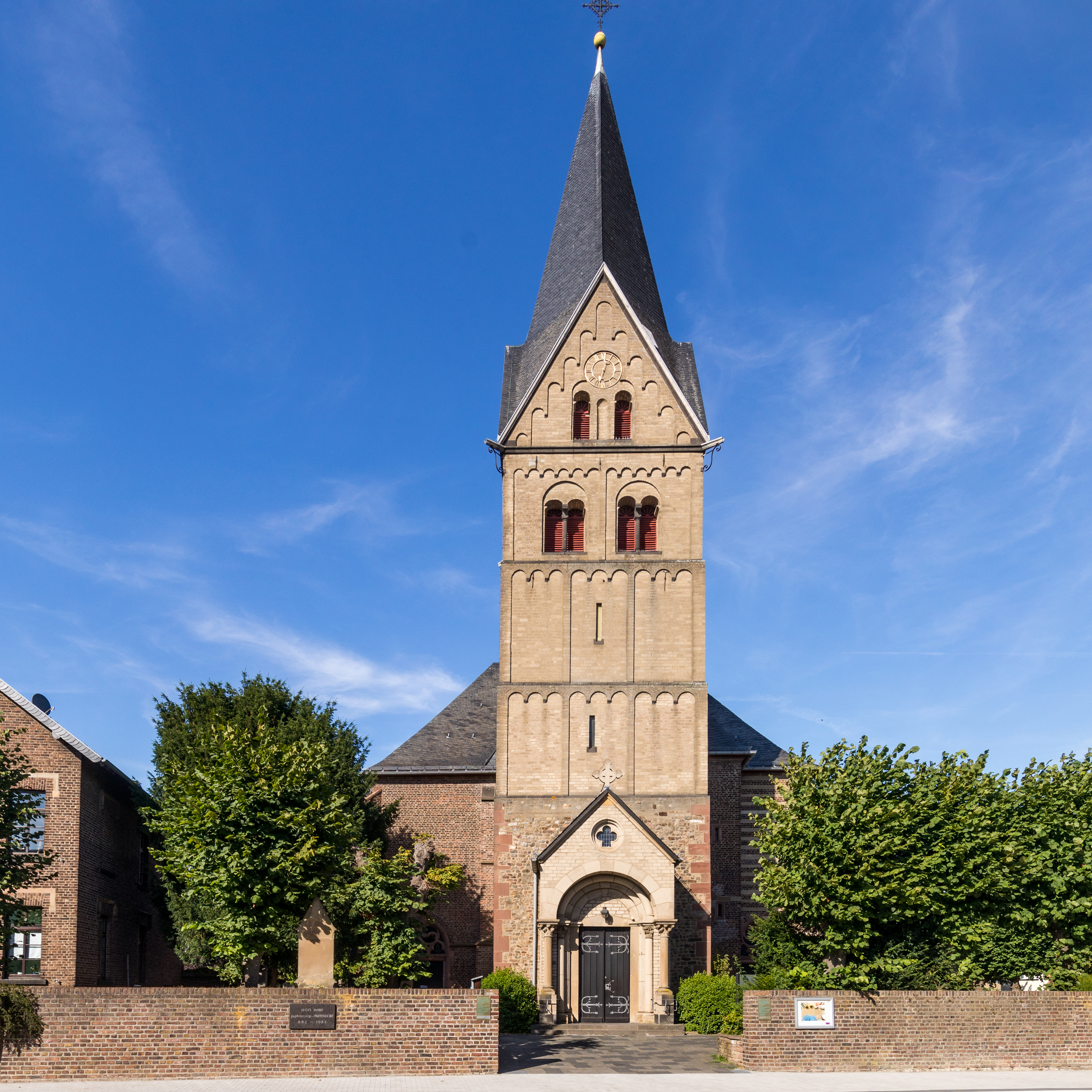
St. Pancratiuskerk te Paffendorf
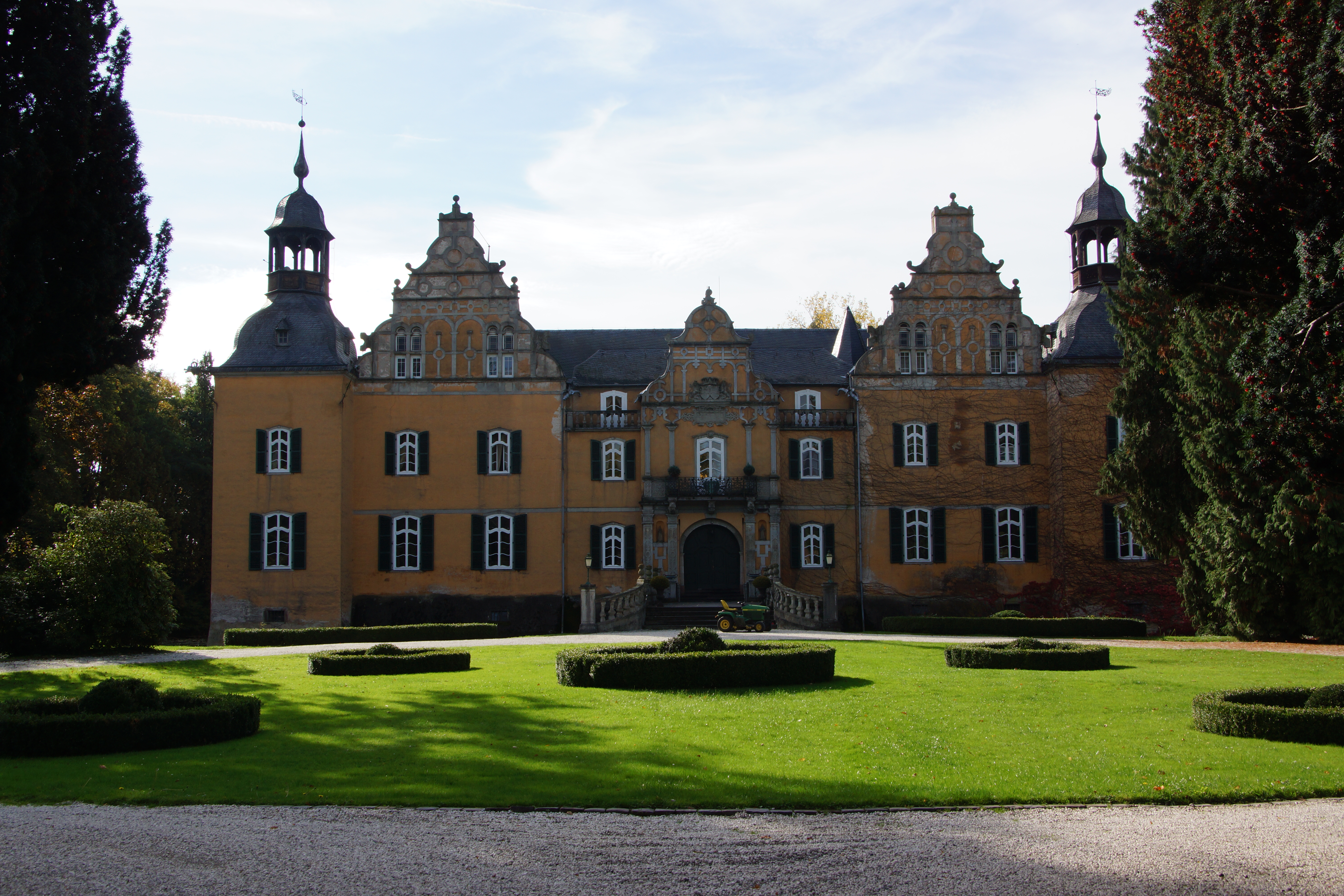
Kasteel Frens bij Quadrath-Ichendorf
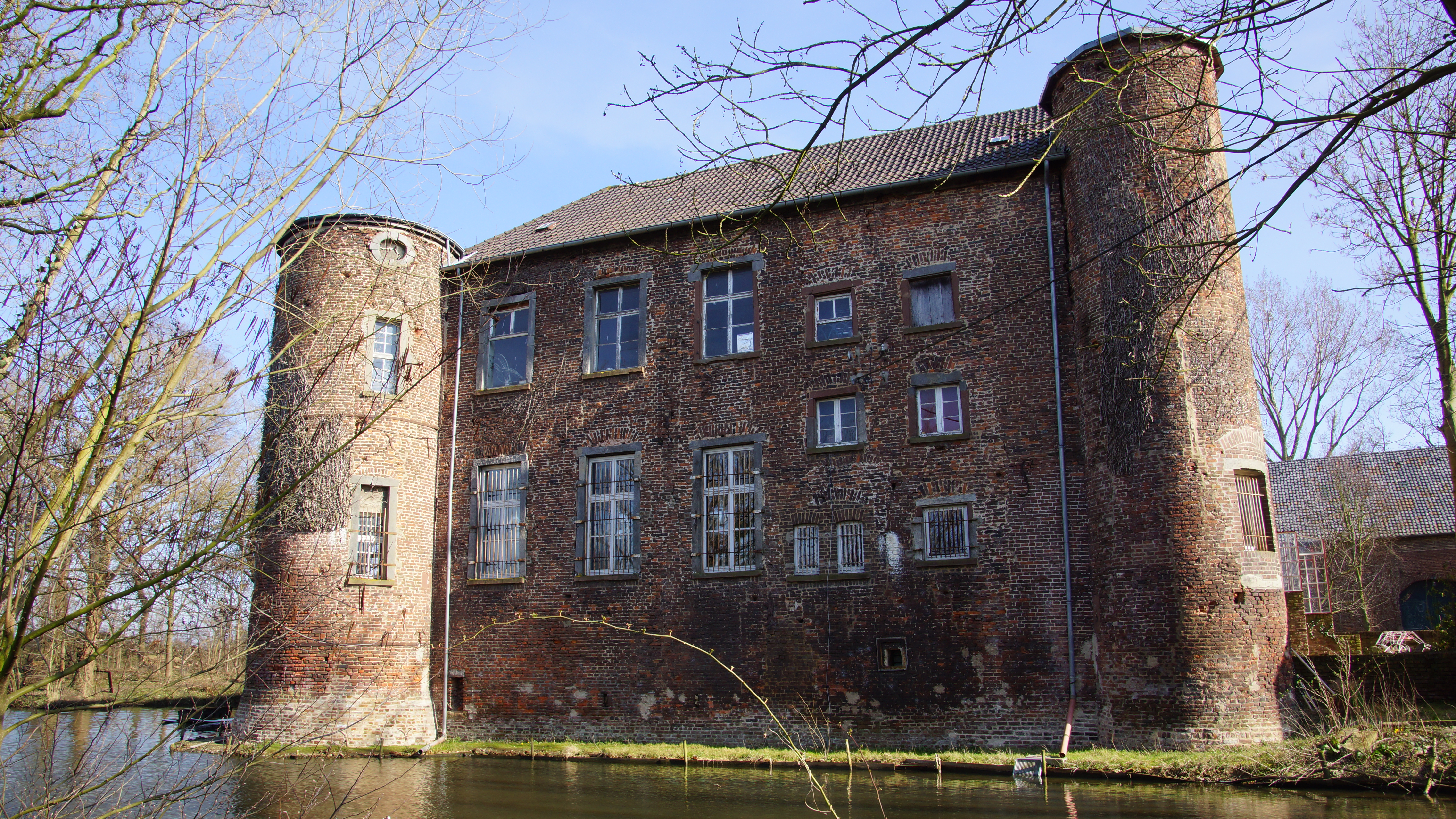
Kasteel Geretzhoven
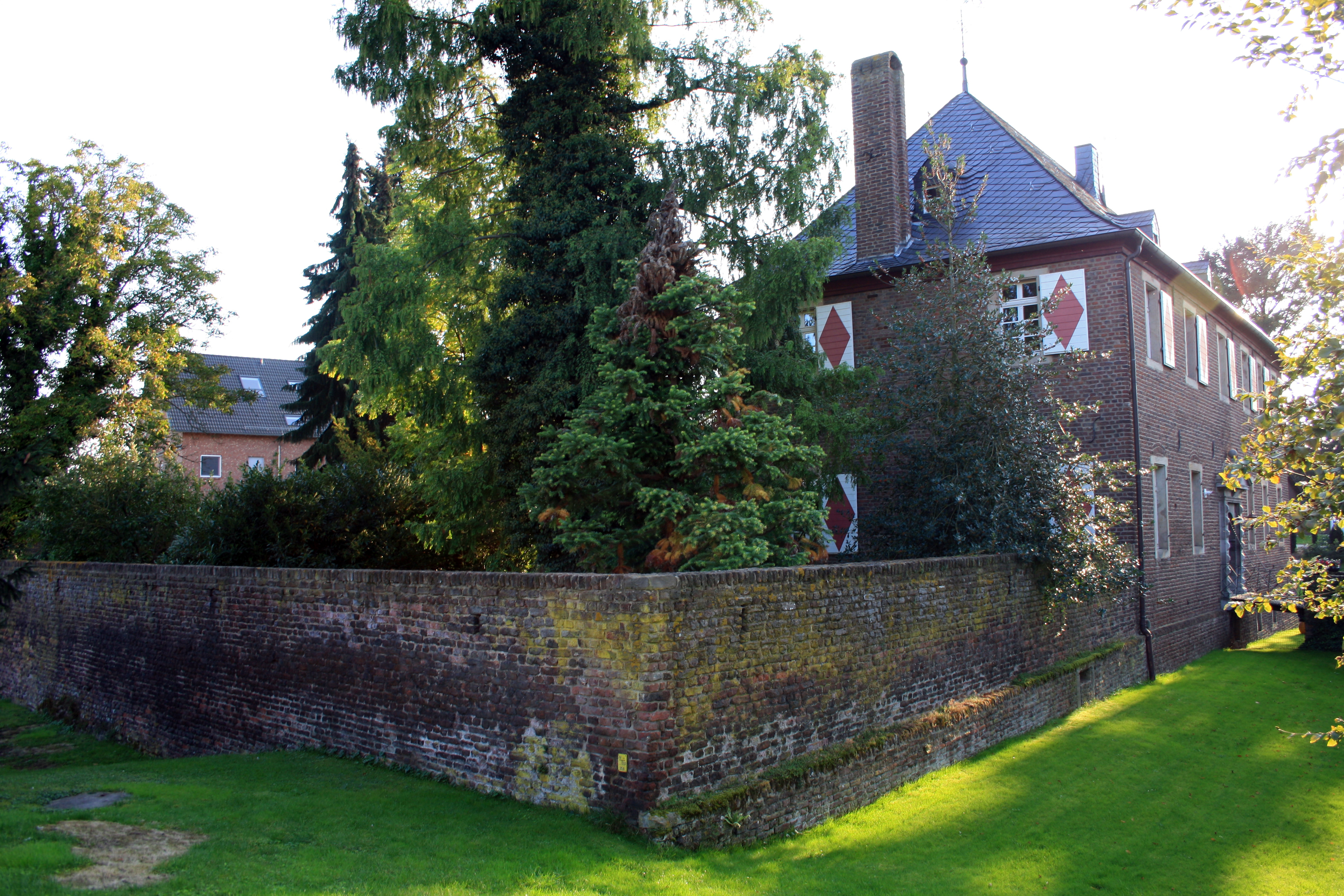
Kasteel Thorr
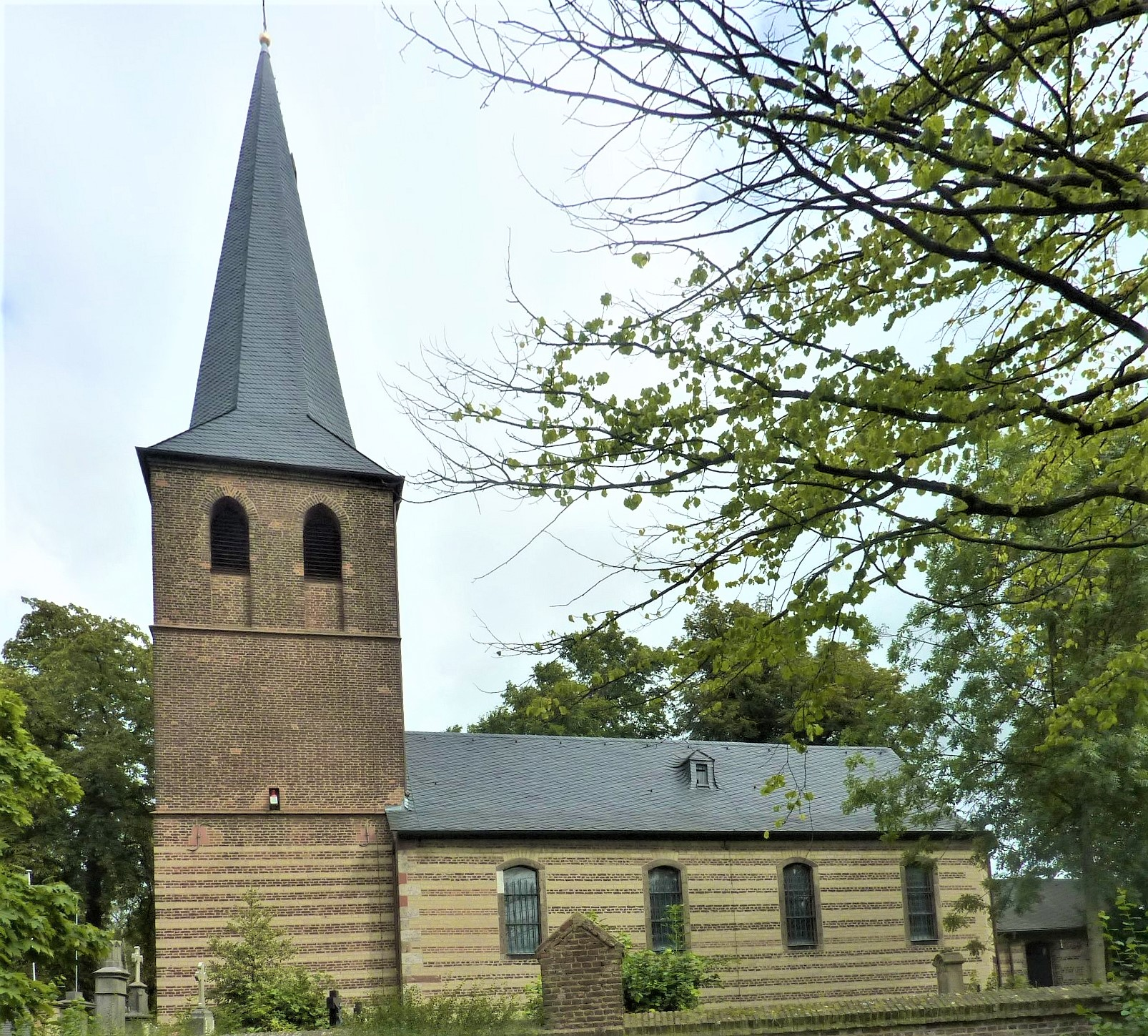
Auenheim, St. Medarduskerk (1722)
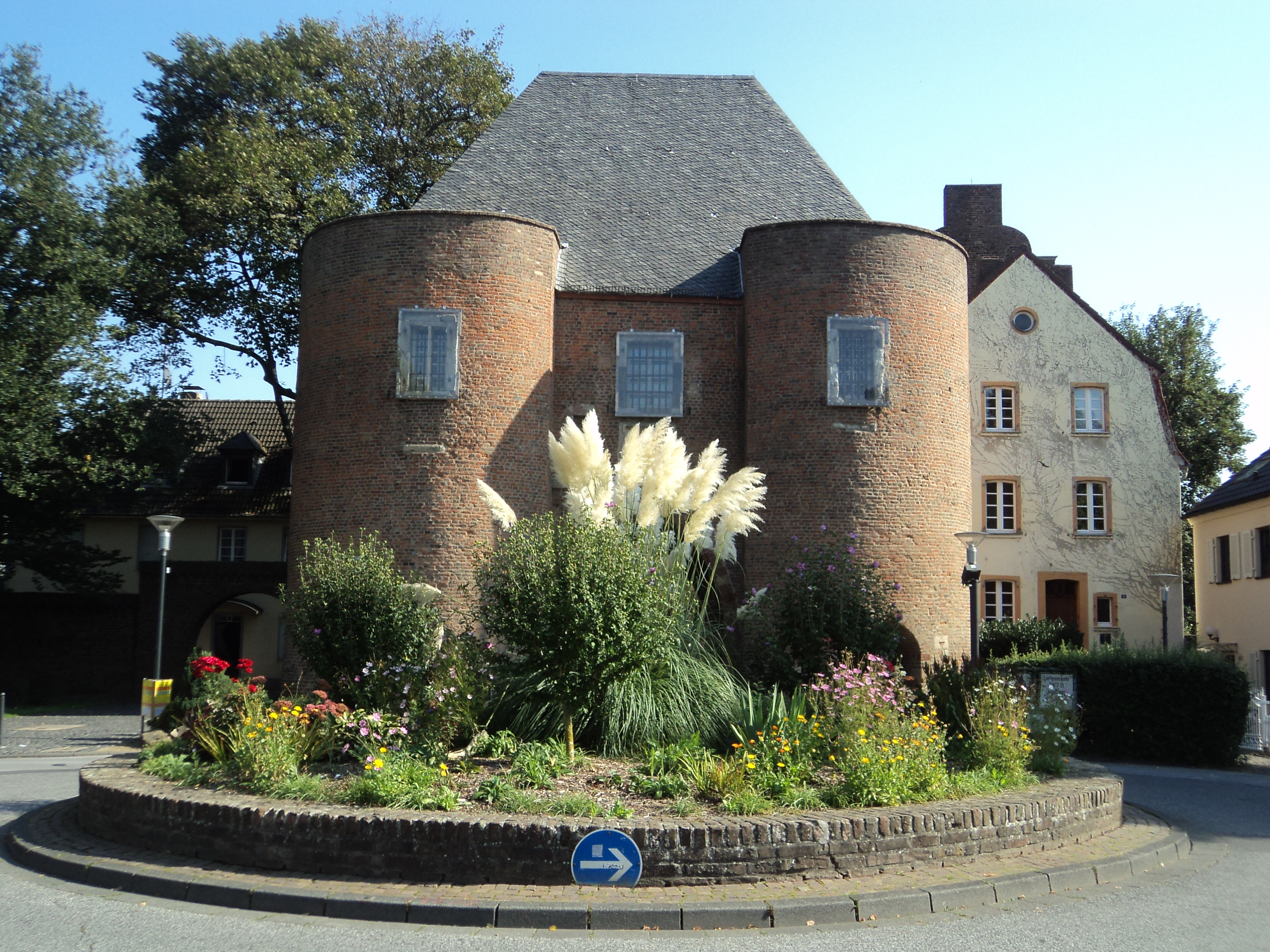
Aachener Tor
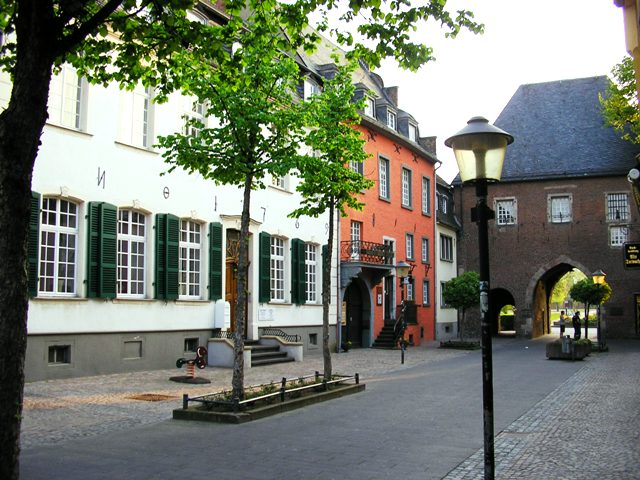
Centrum
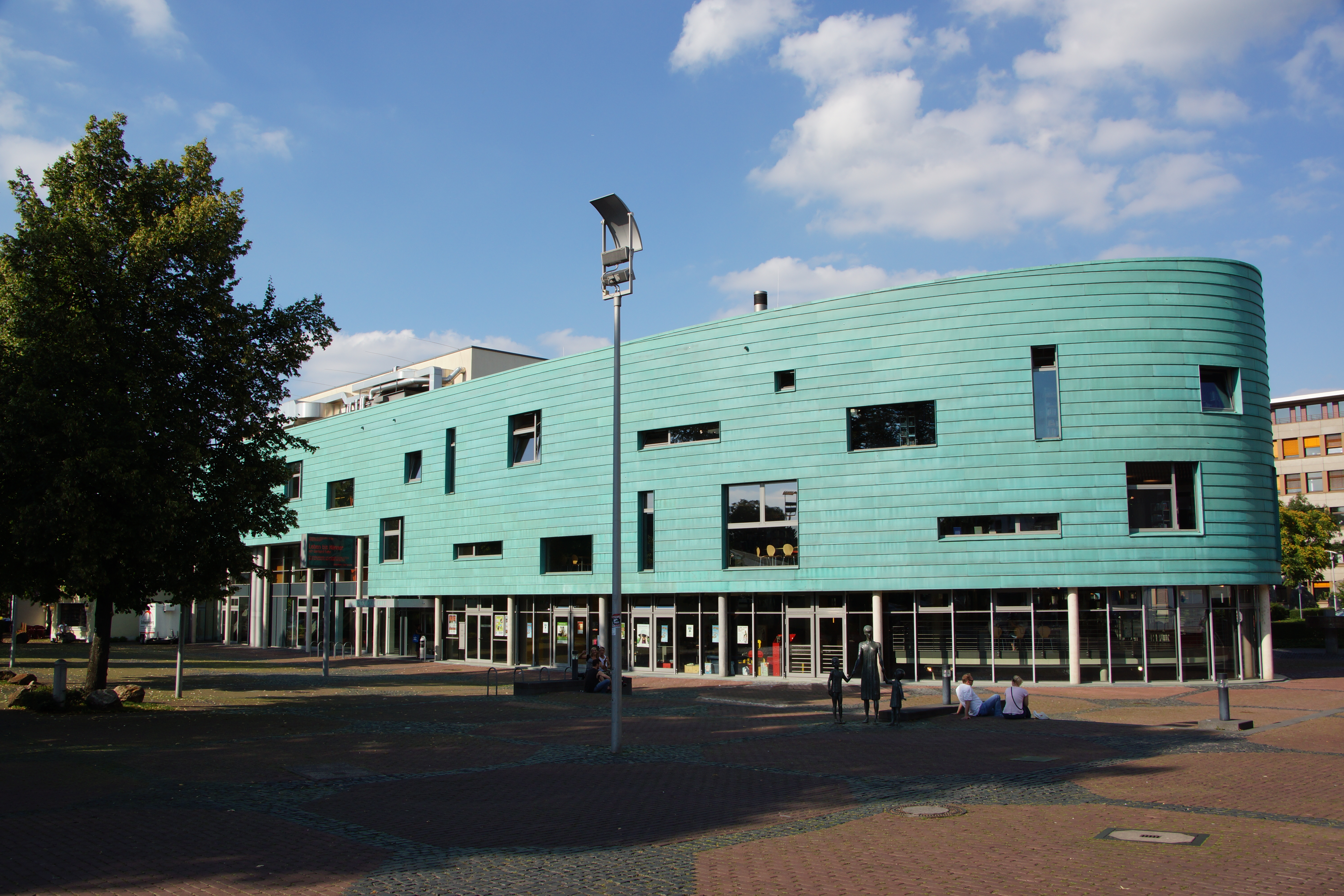
Cultureel centrum Medio.Rhein.Erft te Bergheim (2004)
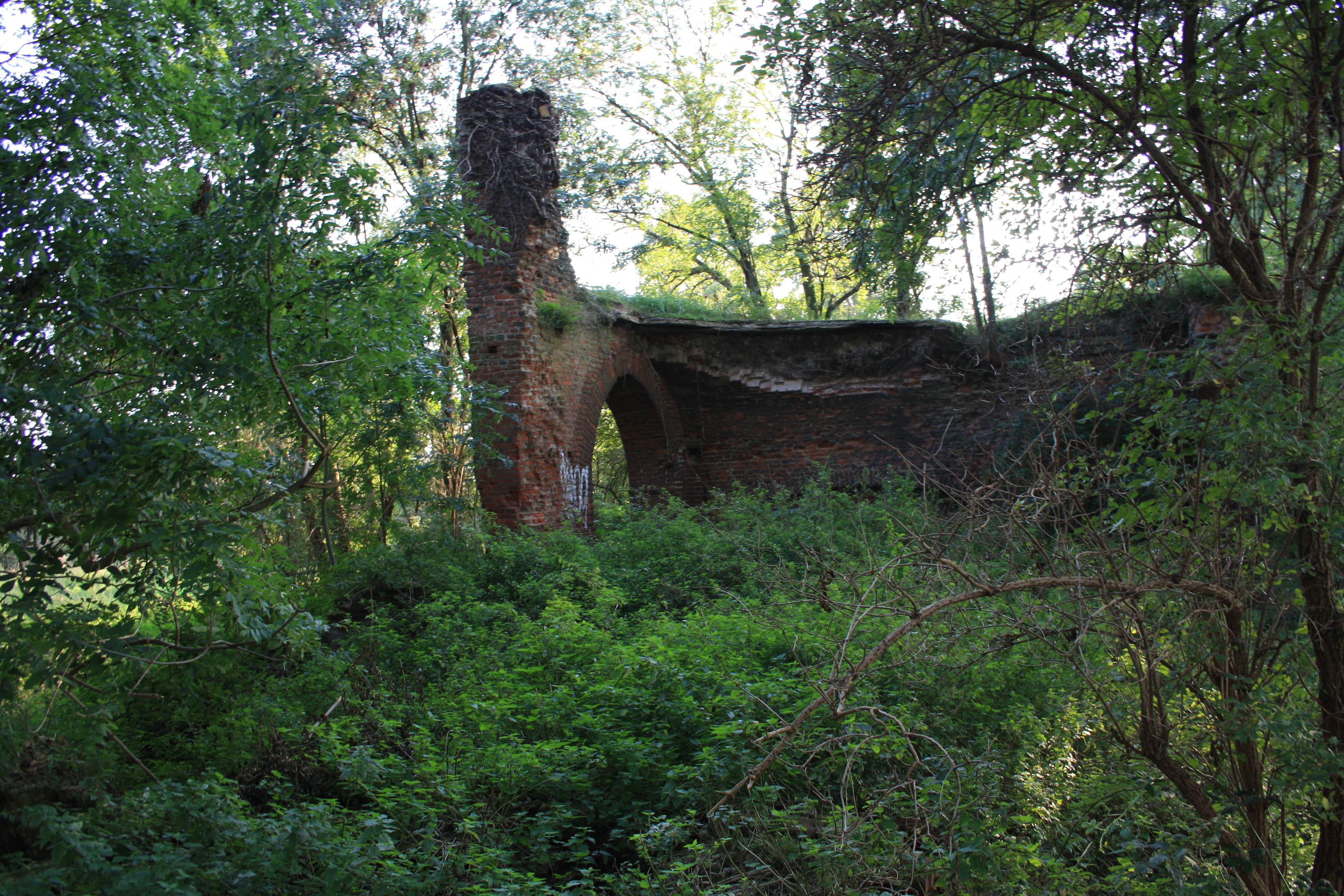
Ruïne Haus Laach

## Partnergemeente
Er bestaat een jumelage van stadsdeel Niederaußem met Briey in het Franse departement Meurthe-et-Moselle.